# Натприродна бића у словенској митологији
Осим многих богова и богиња Словена, стари Словени су веровали и поштовали многа натприродна бића која су постојала у природи. Ова натприродна бића у словенској религији долазе у различитим облицима, а исто име било ког појединачног бића може се писати или транслитерирати различито према језику и систему транслитерације. 

## Вила
Главни чланак: Вила
Вила (мн. виле) су врста натприродних бића, које је грчки историчар Прокопије већ идентификовао као нимфе; њихово име потиче од истог корена као и име Велеса. Описани су као лепи, вечно млади, обучени у бело, са очима које сијају као громови, и са крилима. Живе у облацима, у планинским шумама или у водама. Добро су расположени према мушкарцима и умеју да се претворе у коње, вукове, змије, соколове и лабудове. Култ Вила је још увек био практикован међу Јужним Словенима почетком двадесетог века, са приносима воћа и цвећа у пећинама, колачима у близини бунара и врпцама окаченим на гране дрвећа.

## Русалка
Главни чланак: Русалка
У словенској митологији Русалка је водена нимфа, женски дух који живи у рекама. У већини верзија, русалка је немирно биће које више није живо, повезано са нечистим духом (Нав) и опасно. Према Дмитрију Зеленину, људи који умиру насилно и пре времена, као што су младе жене које су извршиле самоубиство јер су их отерали љубавници, или неудате жене које су трудне ван брака, морају да проживе одређено време на земљи као дух. Друга теорија је да су русалки женски духови нечистих мртвих; ово укључује самоубиства, некрштене бебе и оне који умиру без последњих обреда. (Према овој теорији, говорило се да су мушки нечисти мртви постали водењак.)

## Водењак
Водењак је мушки водени дух словенског порекла. Чешки и словачки еквивалент се назива водник, пољски је водник, на руском је то водјаној и водианик на украјинском. Јужнословенски еквивалент је водењак. Сматра се да је посебно злобан, јер постоји скоро искључиво да би удавили пливаче који су га наљутили својом смелошћу. Извештаји о његовом изгледу се разликују; неке приповетке га дефинишу као нагог старца, надувеног и длакавог, прекривеног љигавом, прекривеном крљушти, или једноставно као старог сељака са црвеном кошуљом и брадом. Такође се наводи да има способност да се трансформише у рибу.
Водењак живи у дубоким базенима, често поред млина, и за њега се каже да је дух нечистих мушких мртвих (ова дефиниција укључује оне који су извршили самоубиство, некрштену децу и ону која умиру без последњих обреда). Као што је раније речено, водењак би удавио оне који су га наљутили хвалисањем или увредама. Међутим, није било одређене заштите, јер је дух био посебно ћудљив. Сељаци су се плашили водењака и често су покушавали да се отарасе духа или, ако то не успе, да га умире.
Једини људи који су генерално били сигурни од гнева Водењака били су млинари и рибари. Нарочито се сматрало да су Милерс толико блиски водењацима да су их често сматрали чаробњачким фигурама. На то може утицати веровање да млинари сваке године удаве пијаног пролазника као жртву водианоима. Рибари су били нешто мање сумњиви, нудећи само први улов уз завет. Ако би водењак фаворизовао рибара, он би убацио рибу у мреже.

## Берегиња
Берегиња (руски), Берехиње (украјински) или Бжегиније (пољски) су опскурне виле које се помињу у „Полагању светог Григорија Богослова идола“, која је сачувана у новгородском рукопису из 15. века. „Тхе Лаи“ је компилација превода из грчких извора оптерећена коментарима кијевског монаха из 12. века. Текст, за који се чини да су каснији писари знатно изменили, помиње „вампире и берегиње“ као најранија бића која су Словени обожавали, чак и пре него што је у њиховим земљама уведен култ Перуна. Нису дати никакви детаљи о „берегињама“, што пружа велико поље за спекулације сваке врсте.
Борис Рибаков тај термин повезује са словенском речју за „речну обалу“ и образлаже да се термин односио на словенске сирене, иако су, за разлику од русалки, биле доброћудне природе. Научник идентификује обожавање вампира и берегиња као облик „дуалистичког анимизма“ који су практиковали Словени у најстаријем периоду своје историје. Према његовим речима, термин је у већини крајева замењен са „русалка“, који је до 20. века опстао само на руском северу. Након објављивања Рибаковљевог истраживања, „берегиња“ је постала популаран концепт међу словенским неопаганима који је замишљају као моћну паганску богињу, а не као само водени дух.

## Модерна белетристика
Трилогија "Зимска ноћ", Кетрин Арден, инспирисана је словенском митологијом и укључује многе ликове, као што су Домови, Русалка и друга бића.
У другој књизи Едварда Фалона у његовој серији романа Лингер, "Траг Звери", русалка исмејава трио који лови серијског убицу.
К. Џ. Черих је написала три романа, Русалка, Черневог и Јевгеније, смештена у свет инспирисан руским народним причама у којима се, између осталих, појављују русалка, водењак и леши.
У "Променама", роману Џима Бачера из серије "Дрезденски досијеи", вила Тут-Тут, Полевој, се разбеснела када га Сања, руски витез Крста, погрешно назива Домовојем.
У видео игрици "Потрага за славом 4 : Сенке таме", смештеној у словенском селу измишљене источноевропске долине, појављује се неколико словенских вила, укључујући Русалку, Домовои и Леши.
Роман Кетрин Валенте „Бесмртни“ смештен је у фантастичну верзију стаљинистичке Русије и садржи виле, русалке, лешије и друге словенске виле.

## Митски ликови, духови и бића
Као што је уобичајено у фолклору, не постоји стандардни скуп карактеристика или имена, а духови или магична створења се називају многим именима, често идентификујући њихову функцију или место или окружење њихове активности. Такви описни термини укључују:
Заштитници
- Баник (бања, сауна)
- Болотник (мочвара)
- Дворовој (земља, двориште)
- Лесник (шума)
- Морски цар (море)
- Сирена (море)
- Морјана (Каспијско море)
- Овиник (амбар)
- Пољевик (поља)
- Господарица бакарне планине (руде)
- Шубин (угаљ)
- Водењак (језера, реке)

Атмосферски духови
- Мраз (митологија) (хладноћа)
- Ведогон (заштитник оних који спавају)
- Вихор (ветар)
- Здухаћ (штити од лошег времена)

Духови доба дана
- Бабај (вече)
- Полудница (подне)
- Ноћница (ноћ)
- Зора (јутро)

Духови неба
- Деница (јутарња звезда)

- Вечерница (вечерња звезда)

Духови судбине
- Дола (добра судбина)
- Лихо (несрећа)
- Суђенице

Нав
- Дрекавац (нав Јужних Словена)
- Кикимора (опасан женски дух)
- Мавка (зли духови, русалке)
- Русалка (опасан дух који се јавља лети у пољу, шуми, близу воде)
- Самовила (женски дух који живи у планинама и поседује језера и бунаре)
- Упир (вампир)

Лоши (зле моћи)
- Бес
- Хорт
- Хухаистер
- Кравља смрт
- Каликанзарос
- Лихорадка
- Шишига
- Злиденс

Ритуални ликови
- Берегиња (митски, женски лик Источних Словена)
- Баба Марта (митски, женских лик у бугарског фолклора, везује се за месец Март)
- Божић (Божићни празник Јужних Словена)
- Додола (пролећно-летњи дух који изазива кишу)
- Герман (мушки дух, изазива кишу)
- Јарило (персонификација једног летњег празника из Русије)
- Колада (персонификација једног Новогодишњег циклуса)
- Кострома (пролећно-летњи ритуални лик из Русије)
- Купала ( Источни Словени, Купала вече)
- Морана (женски лик, повезан са смрћу и оживљавањем природе)
- Масленица (фолклорни лик Источних Словена, персонификација празника Масленица)